# Spindel (maskindel)

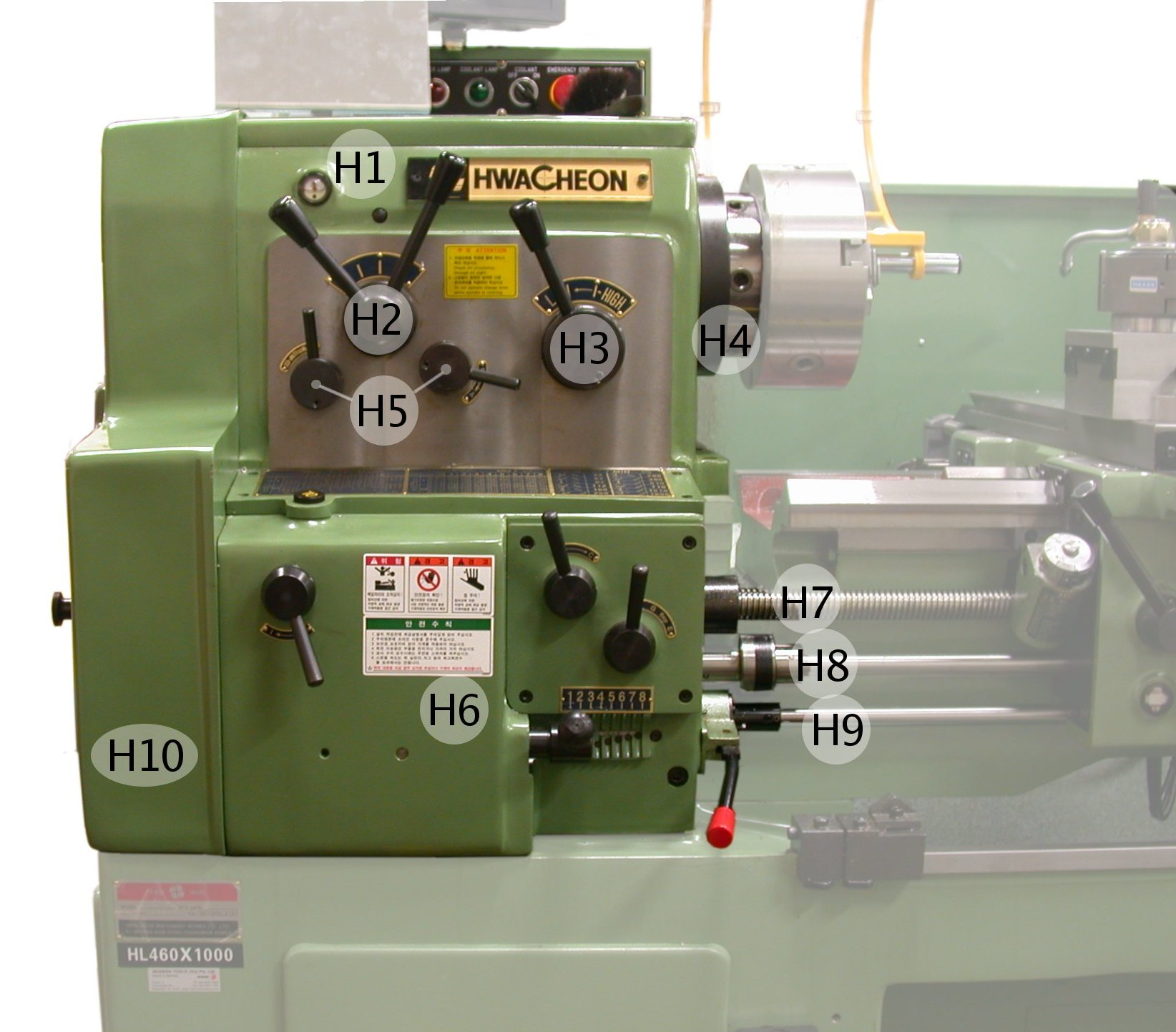
En svarv med spindeln märkt H4.

Spindel (tyska: Spindel, av medelhögtyska spinnel, 'slända', 'spinnrock') är en maskindel som är en avlång axel som överför en roterande rörelse. I verktygsmaskiner är det den axel där verktyg eller arbetsstycke sätts fast, till exempel borrspindel eller svarvspindel.
Spindeln ligger oftast förspänd i ett spindelhus, med vinkelkontaktlager. Många olika varianter förekommer dock, till exempel hydrostatlager, där lagerbanan i princip består av olja under mycket högt tryck. Dessa spindeltyper förekommer främst i högvarviga slipmaskiner.